# Uraniumglas

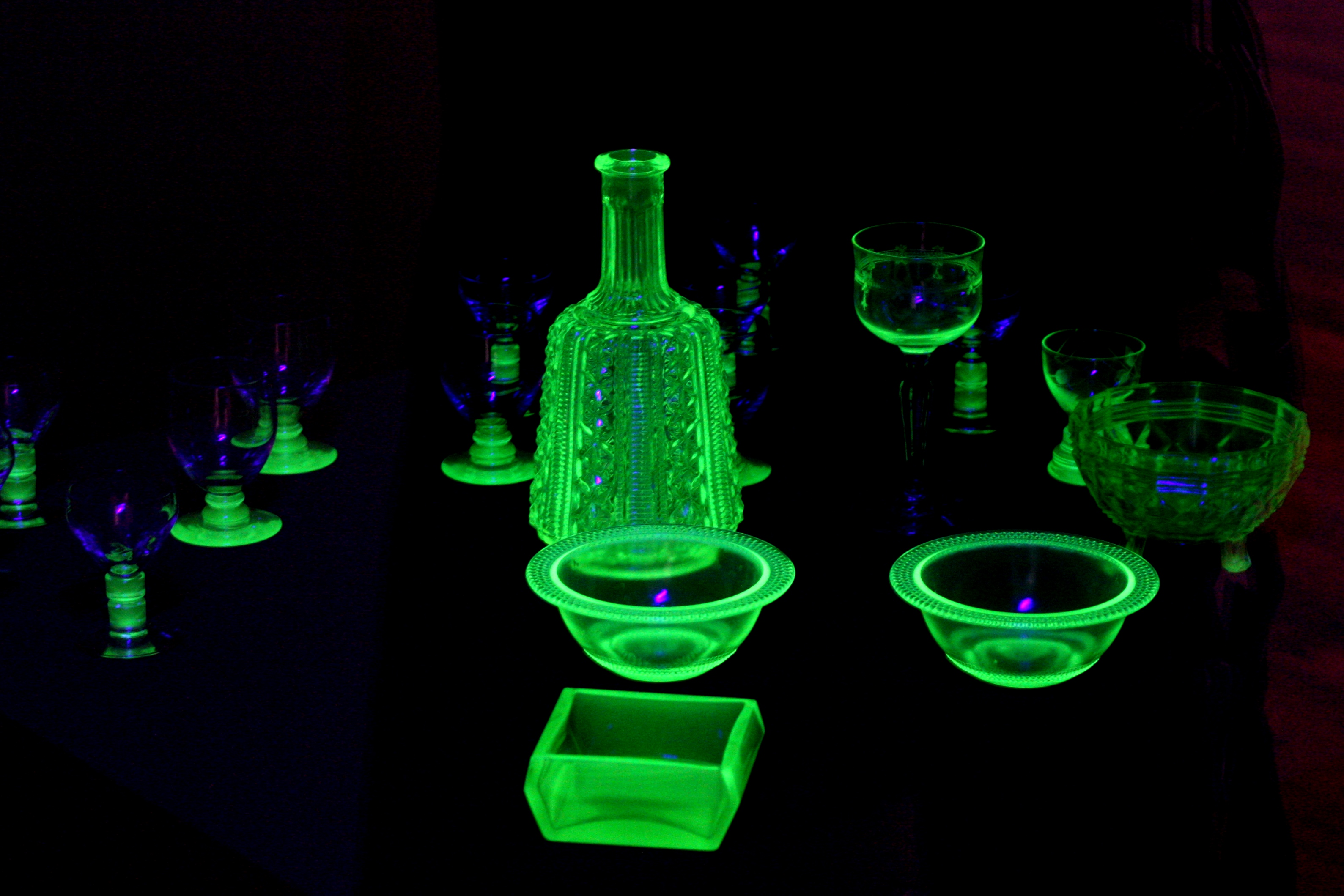
Objecten van uraniumglas onder ultraviolet licht

Uraniumglas is glas waaraan als kleurstof een uraniumverbinding is toegevoegd, vaak uraniumdioxide of natriumdiuranaat. Meestal gaat het om kleine hoeveelheden uranium (2%). Het glas heeft een groene of gele kleur die onder ultraviolette straling oplicht (fluoresceert). Het is laag radioactief en niet schadelijk voor de gezondheid.

Uraniumglas werd tussen 1870 en 1940 op vrij grote schaal geproduceerd. Het is gebruikt in kunstvoorwerpen, lampen, schalen, medicijnflessen, huishoudelijke voorwerpen en sieraden. Ook de Nederlandse ontwerpers Copier en Lanooy en de architect Berlage werkten ermee. 
Sinds de tweede helft van de twintigste eeuw wordt het nog maar op zeer beperkte schaal gemaakt. In het Nederlandse taalgebied is uraniumglas vooral bekend onder de naam annagroen-glas en is een populair verzamelobject.

## Geschiedenis
Het element uranium werd pas in 1789 ontdekt maar de praktijk om glas te kleuren door toevoeging van een uraniumverbinding was al bekend bij de Romeinen. Een mozaïek in een villa bij Napels uit de eerste eeuw bevat geel glas met 1% uraniumdioxide. Als kleurstof gebruikte men in die tijd een uraniumhoudend erts uit Noord-Afrika. In de middeleeuwen gebruikte de glasindustrie in Bohemen pekblende (uraniniet) uit de zilvermijnen in Joachimsthal (tegenwoordig Jáchymov in Tsjechië) als kleurstof.
De Boheemse glasfabrikant Franz Xaver Anton Riedel, van de firma Riedelglas,  experimenteerde aan het begin van de 19e eeuw met de mogelijkheden om glas te kleuren door toevoeging van verschillende stoffen. Hij ontdekte dat de zouten van het toen nog maar net bekende element uranium voor een gele of groene kleur zorgden. Dit uraniumglas leek onder invloed van zonlicht groen licht 'uit te stralen'; in werkelijkheid gaat het om fluorescentie door blootstelling aan ultraviolet licht. Zijn neef Josef Riedel ontwikkelde rond 1830 een industrieel proces om uraniumglas te maken. Dit glas werd 'annagroen' of 'annageel' genoemd naar de vrouw van Josef Riedel. Als kleurstof gebruikte men meestal uraniumdioxide of natriumdiuranaat. Door bijmenging van chemicaliën zoals ijzeroxide wist men naast geel en groen ook andere kleuren te maken.
Ongeveer tegelijkertijd werd een vergelijkbaar procedé ontwikkeld in Groot-Brittannië. In Engelstalige landen noemt men uraniumglas ook wel vaseline glass omdat sommige varianten lijken op matgele vaseline.
De productie van uraniumglas bereikte zijn hoogtepunt tussen 1910 en 1930. Ook de Nederlandse Glasfabriek Leerdam en de Belgische fabriek Val Saint Lambert produceerden uraniumglas. Vanaf de jaren veertig werd uranium voor de glasindustrie moeilijk verkrijgbaar en duur; de vraag naar de grondstof was gegroeid door de ontwikkeling van kernwapens en gebruik in kerncentrales. Tegenwoordig wordt er nog op kleine schaal uraniumglas geproduceerd in Amerika en in Tsjechië.

## Risico's
Objecten van uraniumglas zijn meestal laag radioactief omdat in het algemeen maar kleine hoeveelheden uraniumverbindingen (2%) werden gebruikt. Ze zijn niet schadelijk voor de gezondheid.  Bij enkele voorwerpen uit de 19e eeuw zijn echter gehaltes tot 20% gemeten. Werknemers in glasfabrieken liepen wel het risico om aan te hoge doses straling te worden blootgesteld als ze bij de productie in rechtstreeks contact kwamen met de uraniumverbindingen.

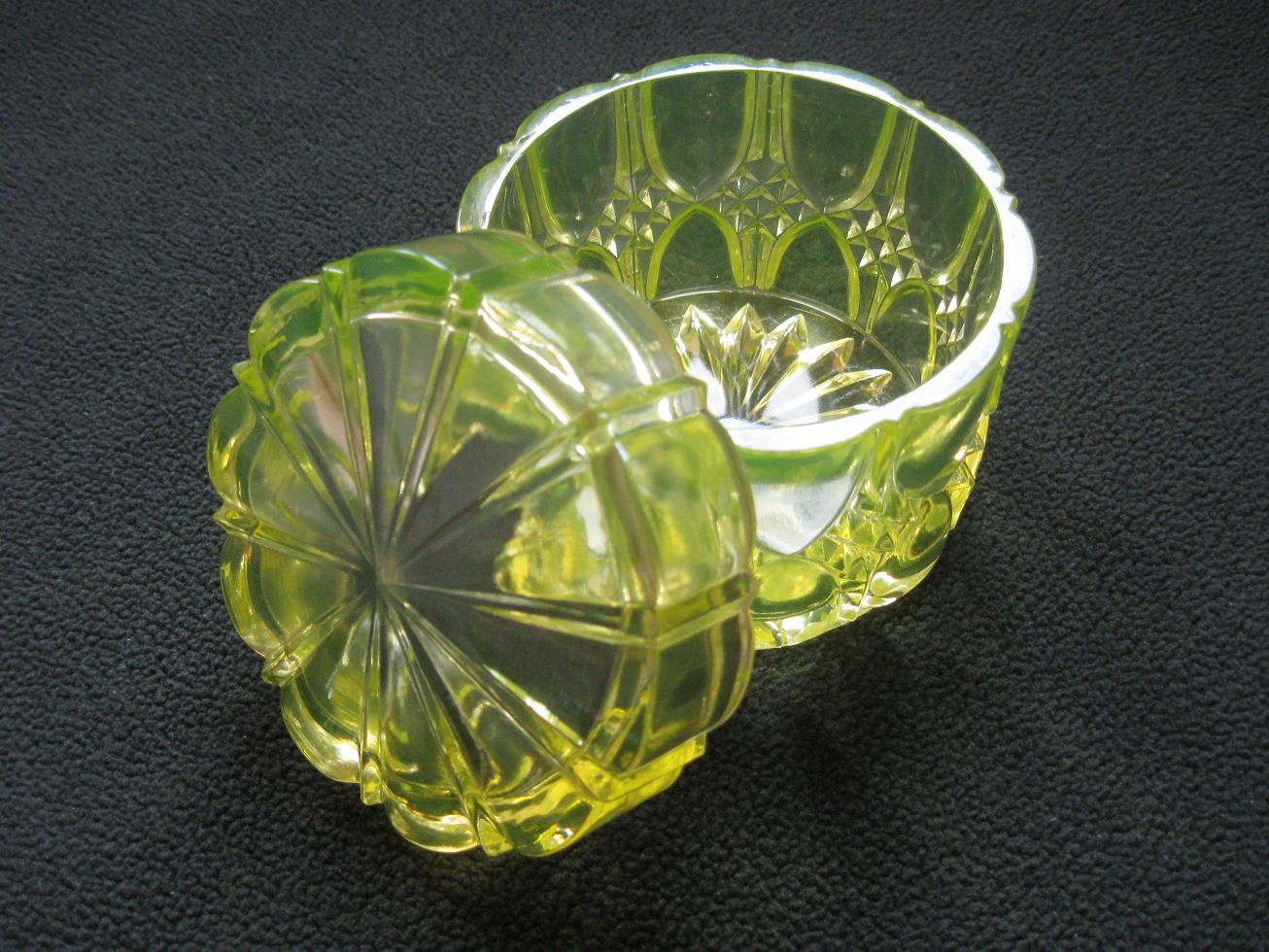
Uranium glas bij daglicht
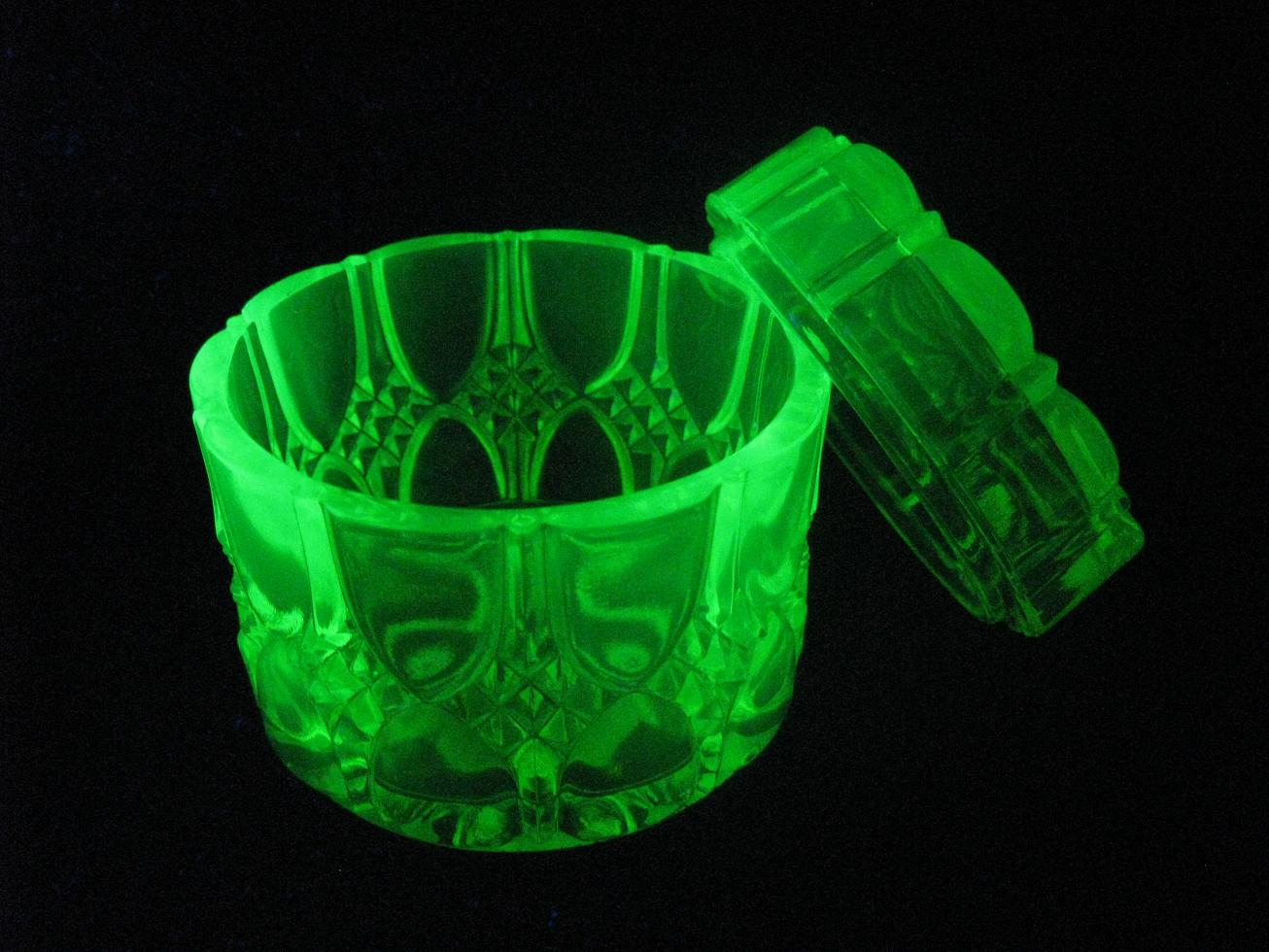
Uraniumglas onder ultraviolet licht

## Toepassingen
Uraniumglas werd gebruikt in kunstwerken maar ook in lampen, glazen schalen, glasserviezen, medicijnflessen, huishoudelijke voorwerpen en sieraden. Ook werd het toegepast in mistlampen voor treinen en auto's. 
Vooral in de art deco periode is het groene glas relatief veel gebruikt. De Nederlandse ontwerpers Copier en Lanooy en de architect Berlage werkten er regelmatig mee. Berlage bedacht bijvoorbeeld in 1924 een bouwsteen van annagroen glas die hij in plaats van vensterglas gebruikte in een door hem ontworpen kerk. Ook een ontbijtservies van Copier uit 1931, colopal genaamd, is gemaakt van geperst annagroen glas. Annagroen glas is een gewild verzamelobject.